# Igor Sergejewitsch Makarow
Igor Sergejewitsch Makarow (russisch Игорь Сергеевич Макаров; * 19. September 1987 in Moskau, Russische SFSR) ist ein ehemaliger russischer Eishockeyspieler, der zuletzt bis 2020 beim HK Sibir Nowosibirsk in der Kontinentalen Hockey-Liga unter Vertrag stand.

## Karriere
Igor Makarow begann seine Karriere als Eishockeyspieler in seiner Heimatstadt in der Nachwuchsabteilung von Krylja Sowetow Moskau, für dessen Profimannschaft er von 2004 bis 2006 in der Wysschaja Liga, der zweiten russischen Spielklasse, aktiv war. In dieser Zeit wurde er beim CHL Import Draft 2005 in der ersten Runde von den Tigres de Victoriaville an Gesamtposition 20 gezogen. Parallel kam er seit 2003 für dessen zweite Mannschaft in der drittklassigen Perwaja Liga zum Einsatz. Im NHL Entry Draft 2006 wurde der Flügelspieler in der zweiten Runde als insgesamt 33. Spieler von den Chicago Blackhawks ausgewählt, für die er allerdings nie spielte. Stattdessen blieb er in Russland, wo er die folgenden dreieinhalb Spielzeiten beim SKA Sankt Petersburg, zunächst in der Superliga und ab der Saison 2008/09 in der neu gegründeten Kontinentalen Hockey-Liga verbrachte.

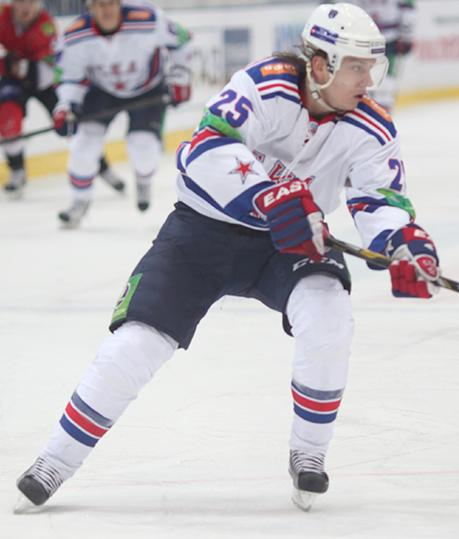
Igor Makarow (2012)

Im Laufe der Saison 2009/10 wechselte Makarow zum HK Dynamo Moskau, bei dem er bis zu dessen Fusion mit dem HK MWD Balaschicha im Anschluss an die Spielzeit blieb. In der Folge holten ihn die Chicago Blackhawks nach Nordamerika, wo er in der Saison 2010/11 für das Farmteam der Blackhawks, die Rockford IceHogs, in der American Hockey League aktiv war. Dabei erzielte er in 68 Partien 24 Scorerpunkte. Da er sich bei den Blackhawks nicht durchsetzen konnte, kehrte er im August 2011 nach Russland zurück und wurde erneut vom SKA verpflichtet. Beim SKA gehörte er in der Folge zum Stammkader und absolvierte über 180 Spiele für den Armeesportklub, ehe er im November im Tausch gegen ein Wahlrecht für den KHL Junior Draft 2015 an Neftechimik Nischnekamsk abgegeben wurde. Einen Monat später tauschte in Neftechimik gegen den Nachwuchsspieler Ildar Schiksatdarow vom HK ZSKA Moskau.
In den Spielzeiten 2016/17 und 2017/18 war Makarow für Salawat Julajew Ufa aktiv und absolvierte über 90 KHL-Partien für den Klub. Anschließend kehrte er im September 2018 zu Dynamo Moskau zurück und erhielt dort im Oktober 2018 einen Vertrag bis Saisonende. Für Dynamo absolvierte er bis Ende der Saison 2018/19 57 KHL-Partien, in denen er 14 Scorerpunkte sammelte. Anschließend lief sein Vertrag aus und Makarow verließ Dynamo.
Im September 2019 erhielt er einen Probevertrag beim HK Awangard Omsk, der Ende des Monats bis zum Saisonende verlängert wurde. Trotzdem wechselte er im Dezember zum HK Sibir Nowosibirsk, wo er 2020 seine Karriere beendete.

### International
Für Russland nahm Makarow an der World U-17 Hockey Challenge 2004, dem Nations Cup 2005 und der U18-Junioren-Weltmeisterschaft 2005 teil. Bei der U20-Junioren-Weltmeisterschaft 2007 gewann er mit dem russischen U20-Nationalteam die Silbermedaille.
Im Herrenbereich kam Makarow zwischen 2008 und 2013 im Rahmen der Euro Hockey Tour zu einzelnen Einsätzen für die A-Nationalmannschaft.

## Erfolge und Auszeichnungen
- 2007 Silbermedaille bei der U20-Junioren-Weltmeisterschaft

## Karrierestatistik
(Legende zur Spielerstatistik: Sp oder GP = absolvierte Spiele; T oder G = erzielte Tore; V oder A = erzielte Assists; Pkt oder Pts = erzielte Scorerpunkte; SM oder PIM = erhaltene Strafminuten; +/− = Plus/Minus-Bilanz; PP = erzielte Überzahltore; SH = erzielte Unterzahltore; GW = erzielte Siegtore; 1 Play-downs/Relegation; Kursiv: Statistik nicht vollständig)

## Familie
Igor Makarow ist der Sohn von Sergei Makarow, der in den 1980er Jahren für Krylja Sowetow Moskau und Mitte der 1990er Jahre eine Spielzeit für den EHC Trier spielte.